# Ferdinand Adams
Ferdinand Eloy Adams (Berchem, 3 maggio 1903 – Anderlecht, 25 dicembre 1985) è stato un calciatore belga.

## Carriera
Adams giocò per tutta la sua carriera con l'Anderlecht.
Con la Nazionale belga, disputò il Mondiale 1930.

## Palmarès

### Club

#### Competizioni nazionali
- Tweede klasse: 1

Anderlecht: 1923-1924